# برشلونة موسم 1899–1900
كان موسم 1899–1900 هو الموسم الأول لنادي برشلونة لكرة القدم. خلال هذا الموسم، لعب النادي مباريات ودية فقط ضد الأندية المحلية.

## الأحداث
في 22 أكتوبر 1899، نشرت صحيفة لوس ديبورتيس الرياضية الأسبوعية المطبوعة في برشلونة إعلانًا دعا فيه هانز غامبر، وهو سويسري يتحدث الألمانية ويبلغ من العمر 21 عامًا، مشجعي كرة القدم.
تأسس نادي برشلونة لكرة القدم في 29 نوفمبر من نفس العام، بعد اجتماع عقد في جيمناسيو سولي، وهي صالة ألعاب رياضية تقع في رقم 5 شارع مونتجويك ديل كارمي، في حي الرافال في برشلونة. والتر وايلد، لويس دي أوسو، بارتوميو تيراداس، أوتو كونزلي، أوتو ماير، إنريك دوكاي، بيري كابوت، كارليس بويول، جوزيب لوبيت، جون بارسونز، ويليام بارسونز، وجوان غامبر وقعوا على الرقم القياسي.
في 8 ديسمبر، لعب برشلونة مباراته الأولى، على ملعب فيلودرومو دي لا بونانوفا السابق، ضد بعض الإنجليز الذين استقروا في المدينة. لعب كلا الفريقين بتشكيلة مكونة من 10 لاعبين. فازت المستعمرة الإنجليزية بنتيجة 0-1 بفضل هدف من آرثر ويتى. 
تم تأسيس أول مجلس إدارة بتاريخ 14 ديسمبر. تم انتخاب والتر وايلد رئيسًا لأنه كان الأكبر سنًا بين الأعضاء. تم تعيين تيراديس أمينًا للصندوق، وأوسو سكرتيرًا، وجامبير كأول قائد للفريق على الإطلاق، والإخوة بارسونز نائبًا للرئيس ونائبًا للقائد على التوالي. كان اللون الأزرق الداكن والأحمر الداكن هما اللونان المختاران للزي الرسمي، وهي نفس ألوان فريق غامبر السويسري السابق، نادي بازل. كان من المفترض أن تكون الشارة مماثلة لشعار النبالة للمدينة. تم تحديد رسوم العضوية بمبلغ اثنين بيزيتا.  
في يوم 11 فبراير، أصبح الإنجليزي ستانلي هاريس أول لاعب في تاريخ النادي يُطرد في المباراة التي لعبت ضد نادي كتالونيا، والتي كانت تستخدم 6 أعضاء من نادي إسكوسيس. وبالإضافة إلى هاريس، عاد ويلي جولد، اللاعب الاسكتلندي الذي تلقى الخطأ، بلكمة وتم طرده أيضًا. وتسببت الحادثة في نشوب مشاجرة بين لاعبي الفريقين، ونتيجة لذلك استقال خوان غامبر، قائد برشلونة في هذه المباراة، من منصبه. 
في 14 فبراير، استكملت الجمعية العمومية الثالثة لنادي برشلونة تشكيل مجلس الإدارة مع إرنست ويتى (نائب القائد) (حل محل ويليام بارسونز) وجوان ميليت (نائب الأمين). وفي هذا الاجتماع تم حث غامبر على سحب استقالته، حيث لم يعتبر أحداث المباراة السابقة كافية. رفض برشلونة اللعب مع أي فريق يضم لاعبين اسكتلنديين في صفوفه لمدة عام إذا لم يتلق اعتذارًا، لكن كل من كاتالا وإسكوسيس رفضا القيام بذلك، مشيرين إلى أن هؤلاء الاسكتلنديين هم أعضاء في كاتالا، وبالتالي، فإن بقية موسم كاتالونيا 1899-1900 كان مجرد مواجهات بين إسكوسيس وكاتالا.  بعد فترة توقف دامت ثلاثة أشهر بدون لعب (فبراير - مايو)، لعب برشلونة أخيرًا مرة أخرى في 24 مايو ضد فريق روخو، وهو فريق يتكون من مجموعة من اللاعبين المنشقين عن كاتالونيا، منافسهم التقليدي في المدينة. 

## اللاعبين
```
المصدر:
[
7
]
```

ملاحظة: تشير الأعلام إلى المنتخب الوطني على النحو المحدد في قواعد الأهلية للفيفا. قد يحمل اللاعبون أكثر من جنسية واحدة غير تابعة للفيفا.
| الرقم | البلد    | المركز | اللاعب                          |
| ----- | -------- | ------ | ------------------------------- |
|       | كتالونيا | حارس   | Juan de Urruela (النادي الأول)  |
|       | إنجلترا  | حارس   | A. J. Smart (النادي الأول)      |
|       | سويسرا   | مدافع  | والتر وايلد (النادي الأول)      |
|       | إنجلترا  | مدافع  | Henry W. Brown (فريق أنجلر)     |
|       | إنجلترا  | مدافع  | A. Fitzmaurice (فريق أنجلر)     |
|       | كتالونيا | وسط    | بارتوميو تيراداس (نادي مولهاوس) |
|       | كتالونيا | وسط    | Luis de Ossó (النادي الأول)     |
|       | إنجلترا  | وسط    | Arthur Witty (Team Anglès)      |
|       | كتالونيا | وسط    | Josep Llobet (النادي الأول)     |
|       | كتالونيا | مهاجم  | Pere Cabot (النادي الأول)       |
|       | كتالونيا | مهاجم  | Adolfo López (النادي الأول)     |

| الرقم | البلد    | المركز | اللاعب                                             |
| ----- | -------- | ------ | -------------------------------------------------- |
|       | ألمانيا  | مهاجم  | Otto Maier (إف سي بريتانيا ‏)                       |
|       | سويسرا   | مهاجم  | Otto Künzli (النادي الأول)                         |
|       | ألمانيا  | مهاجم  | Eduardo Schilling (النادي الأول)                   |
|       | إنجلترا  | مهاجم  | Gordon Bastow (فريق أنجلر)                         |
|       | كتالونيا | مهاجم  | Francisco Cruzate (النادي الأول)                   |
|       | كتالونيا | مهاجم  | Ernest Witty (فريق أنجلر)                          |
|       | كتالونيا | مهاجم  | Miguel Valdés (نادي كتالا لكرة القدم [الإنجليزية]) |
|       | إنجلترا  | مهاجم  | Stanley Harris (فريق أنجلر)                        |
|       | كتالونيا | مهاجم  | William Parsons (Team Anglès)                      |
|       | كتالونيا | مهاجم  | جون بارسونز (فريق أنجلر)                           |
|       | سويسرا   | مهاجم  | جوان غامبر (إف سي ليون)                            |
|       | إنجلترا  | مهاجم  | جيمس غيليسبي (النادي الأول)                        |